# 플래티넘 스타스 FC
플래티넘 스타스(Platinum Stars)는 남아프리카 공화국에 위치한 포켕을 연고로 하는 축구 클럽이다. 이 팀은 1998년에 창단되었으며, 현재 프리미어 사커 리그에 소속되어 있다.

## 역대 감독
| 감독      | 임기        |
| --------- | ----------- |
| 카빈 존슨 | 2012 ~ 2013 |
| 카빈 존슨 | 2015 ~ 2017 |